# Partij voor Socialisme en Ontwapening

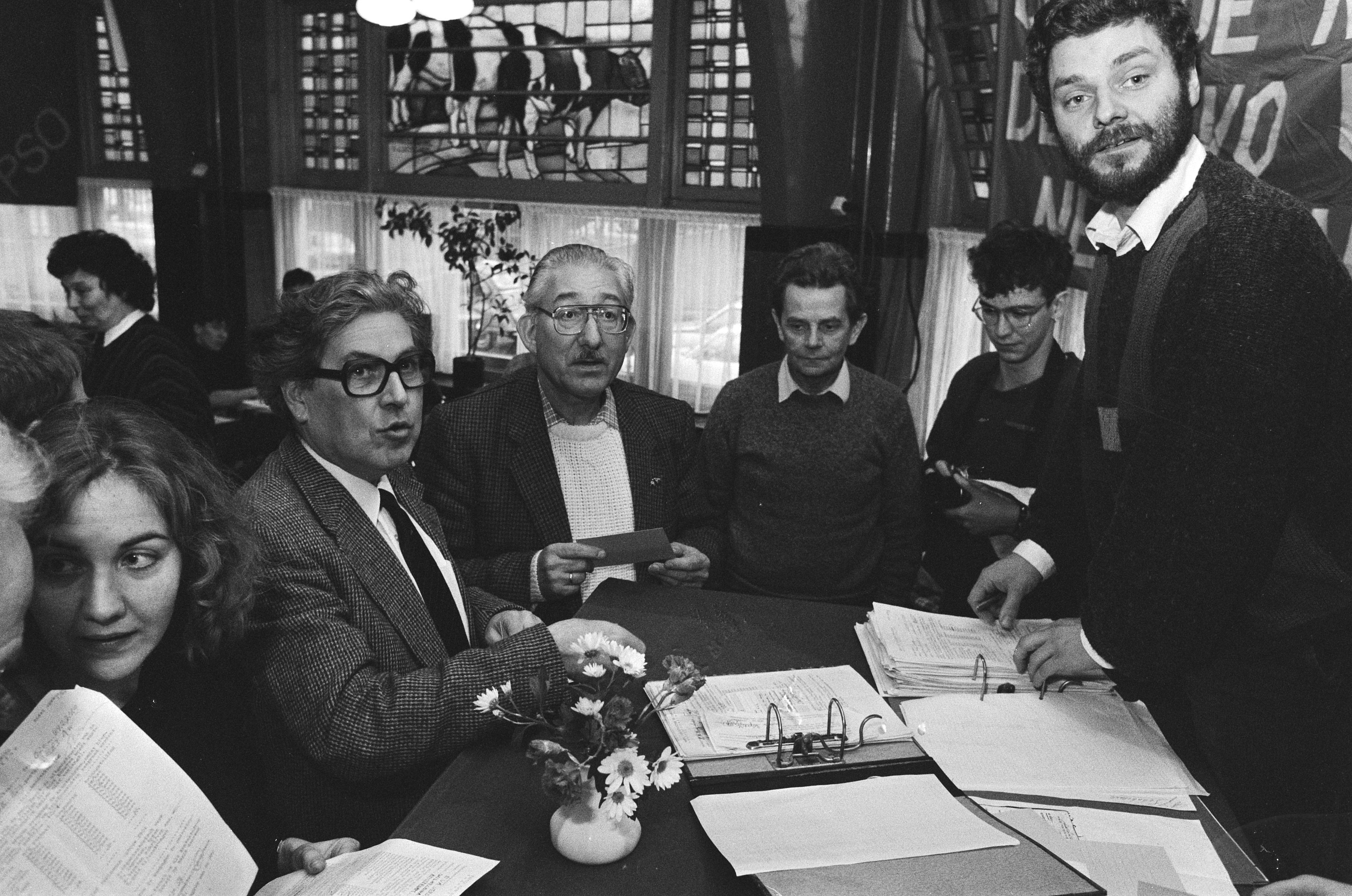
Fred van der Spek (links, met bril) meldt zich op het oprichtingscongres van de PSO in de Brabanthallen in Den Bosch aan als lid; rechts van hem: Aad Sweep.

De Partij voor Socialisme en Ontwapening (PvSO) was een Nederlandse politieke partij.
De PvSO was opgericht door leden van de radicaal-linkse vleugel van de Pacifistisch Socialistische Partij (PSP). Die vleugel voelde zich na het PSP-partijcongres van 1985 in Wijk aan Zee niet meer thuis bij de PSP. 
Dit had vooral te maken met het feit dat toen Andrée van Es en niet Fred van der Spek gekozen werd als lijsttrekker. Belangrijkste splijtpunt was de samenwerking met CPN, PPR en EVP, waar Van der Spek fel tegen was.
De PvSO werd opgericht in 1986 door onder andere Fries de Vries, Fred van der Spek en een aantal leden van de PSJG. De partij was electoraal echter niet succesvol, bij de gemeenteraadsverkiezingen in 1986 werden geen zetels gewonnen en de partij viel als snel uiteen door interne conflicten. De partij deed niet mee aan de Tweede Kamerverkiezingen in datzelfde jaar.   
Aanvankelijk wilde de partij als afkorting "PSO" gebruiken, maar de partij verloor een kort geding aangespannen door het Progressief Studenten Overleg, een fractie in de universiteitsraad van de Universiteit Utrecht. 
Andrée van Es loodste de PSP in 1990 door de fusieonderhandelingen met PPR, CPN en EVP, waaruit GroenLinks ontstond. Fred van der Spek en anderen waren tegen deze fusie en richtten als voortzetting van de PSP in 1992 de PSP'92 op. 

## Verkiezingsuitslagen
De PvSO deed alleen mee aan de gemeenteraadsverkiezingen in 1986 in een klein aantal gemeenten. Dit was weinig succesvol en er werden geen zetels gewonnen.
| Gemeente            | Stemmen | %     |
| ------------------- | ------- | ----- |
| Almere              | 308     | 1,38% |
| Amsterdam           | 2575    | 0,77% |
| Boxmeer             | 57      | 0,67% |
| Delft               | 226     | 0,47% |
| Deurne              | 184     | 1,19% |
| Haarlemmermeer      | 345     | 0,77% |
| 's-Hertogenbosch    | 226     | 0,53% |
| Hoogezand-Sappemeer | 572     | 3,04% |
| Maastricht          | 123     | 0,21% |
| Middelburg          | 337     | 1,61% |
| Roermond            | 28      | 0,16% |
| Rotterdam           | 620     | 0,23% |